# Копай
Копа́й (колишня назва — станція Копайгород) — селище в Україні, у Копайгородській селищній громаді Жмеринського району Вінницької області.
Селище виникло завдяки заснуванню залізничної станції Копай.
Станція Копай досить велика, тут зупиняються дизель-поїзди Могилів-Подільський—Жмеринка та поїзд Київ—Могилів-Подільський.

## Історія
Під час другого голодомору у 1932–1933 роках, проведеного радянською владою, загинуло 8 осіб. У роки Другої світової війни діяло гетто, куди нацистами насильно зганялися євреї.
12 червня 2020 року, відповідно до Розпорядження Кабінету Міністрів України № 707-р «Про визначення адміністративних центрів та затвердження територій територіальних громад Вінницької області», увійшло до складу Копайгородської селищної громади.
19 липня 2020 року, в результаті адміністративно-територіальної реформи та ліквідації Барського району, село увійшло до складу Жмеринського району.